# Gladiolus saundersii
Gladiolus saundersii es una especie de gladiolo que se encuentra en Sudáfrica.  

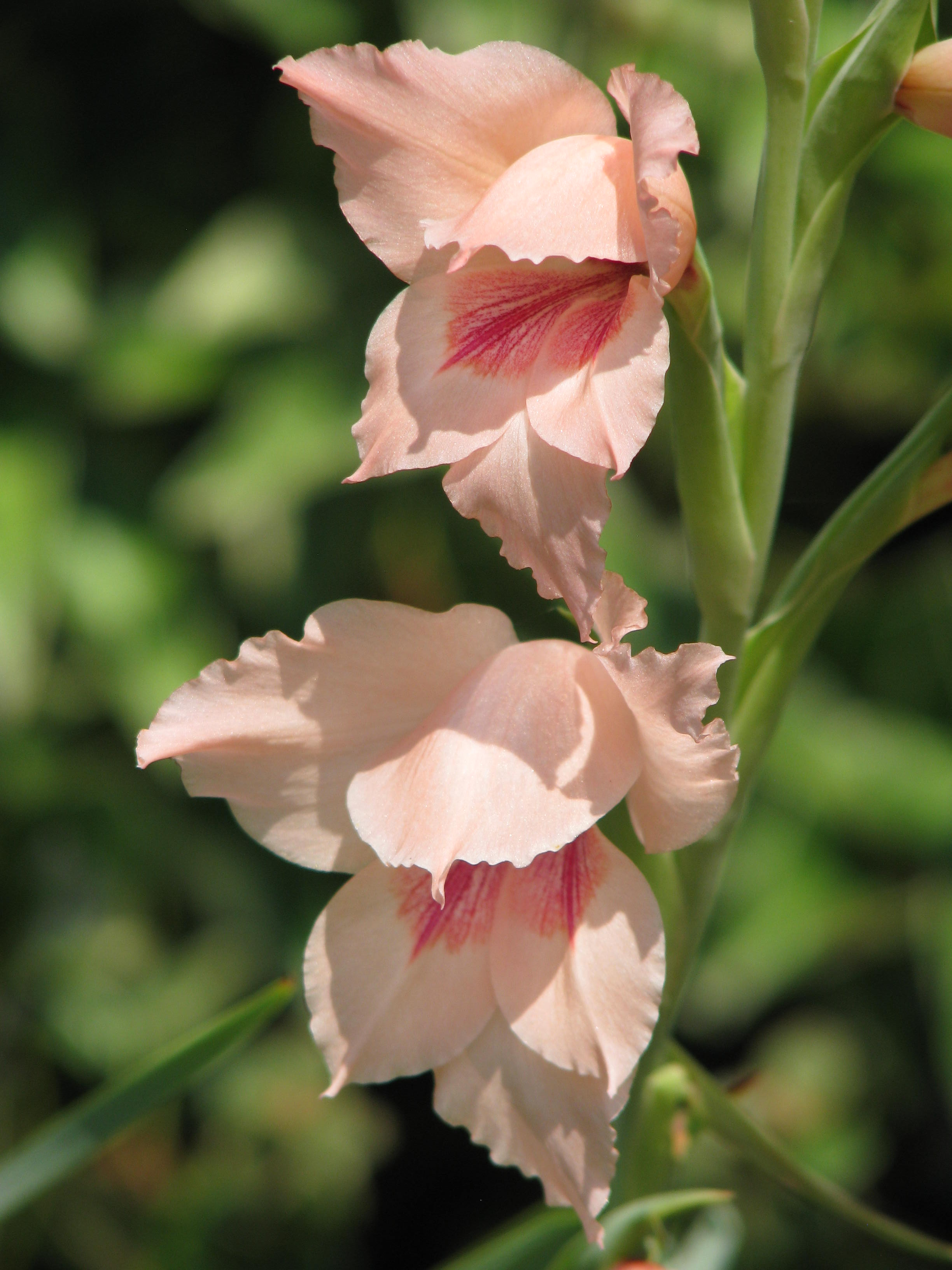
Flor

## Descripción
Gladiolus saundersii es una planta herbácea perennifolia, geofita que alcanza un tamaño de  0.4 - 0.7 m de altura. Se encuentra a una altitud de ? - 2745 metros en Sudáfrica.
Gladiolus saundersii  es originaria de los Drakensberg sur y el centro y crece en verano en afloramientos rocosos, laderas pedregosas y otros hábitats expuestos en los puntos secos que son estacionalmente húmedo. Tiene flores de color rojo brillante que se enfrentan a un lado o se están cayendo. Los tres tépalos inferiores están manchados en la mitad inferior con rojo en un campo blanco. Esta especie es polinizada por mariposas. Es una especie que en invierno se encuentra en estado latente ya que su hábitat es muy frío en invierno con nieve frecuente.

## Taxonomía
Gladiolus saundersii fue descrita por Joseph Dalton Hooker y publicado en Bot. Mag. 96: t. 5873 1870.
Etimología
Gladiolus: nombre genérico que se atribuye a Plinio y hace referencia, por un lado, a la forma de las hojas de estas plantas, similares a la espada romana denominada "gladius". Por otro lado, también se refiere al hecho de que en la época de los romanos la flor del gladiolo se entregaba a los gladiadores que triunfaban en la batalla; por eso, la flor es el símbolo de la victoria.
saundersii: epíteto que fue nombrado en honor de Katherine Saunders que fue un artista botánico en Natal, en la década de 1800.
Sinonimia
- Gladiolus spectabilis Baker	[6][7]